# Menina casquette
Uma menina casquette (em francês:  fille à la cassette), mas também conhecida historicamente como uma garota de caixão ou uma garota Pelican, foi uma mulher trazida da França para as colônias francesas do Louisiana para se casar. O nome deriva dos pequenos baús, conhecidos como casquetes, nos quais carregavam suas roupas.

## História
A política francesa de enviar jovens mulheres conhecidas como Filhas do Rei (em francês:  filles du roi) às suas colônias para casamento remonta ao século XVII. Mulheres jovens foram enviadas para o Canadá ou para o Louisiana. Mais tarde, as mulheres, chamadas de correcionais, foram fornecidas aos colonos, percorrendo as ruas de Paris em busca de indesejáveis, ou esvaziando as casas de correção. A França também enviou mulheres condenadas juntamente com seus maridos devedores e, em 1719, deportou 209 mulheres delinquentes "que eram de caráter a serem enviadas para o assentamento francês na Louisiana.". As mulheres enviadas para as Índias Ocidentais eram muitas vezes de casas pobres na França, mas com fama de serem ex-prostitutas de La Salpêtrière. Em 1713 e novamente em 1743, as autoridades de Saint-Domingue reclamaram que Paris enviou aos colonos ex-prostitutas inadequadas como esposas, e a prática foi descontinuada em meados do século XVIII.
As meninas casquetes, no entanto, eram notáveis por causa de sua virtude. Elas foram recrutadas em instituições de caridade da Igreja (geralmente orfanatos e conventos) e, apesar de pobres, tinham a garantia de serem virgens. Mais tarde tornou-se uma questão de orgulho na Costa do Golfo para mostrar a descendência deles. As primeiras meninas casquete chegaram a Mobile, Alabama em 1704, Biloxi, Mississippi em 1719, e Nova Orleans em 1728.
As 23 Pelican Girls chegaram primeiro em Dauphin Island no final de julho, depois levaram barcos de tração rasa para Baía de Mobilel até a âncora de pesagem de 27 Mile Bluff em 1º de agosto de 1704. Elas haviam navegado da França em abril daquele ano no navio Le Pelican. Uma parada em Cuba resultou em muitas tripulações e jovens mulheres recebendo picadas de mosquitos e, assim, infectadas pela febre amarela. Duas das jovens morreram logo após a chegada e a epidemia se espalhou pelo forte, tirando até a vida do aventureiro Henri de Tonti. Sendo assim, a maioria das jovens mulheres estavam casadas com um homem de sua escolha, no prazo de um mês.  Todas as mulheres tinham entre 14 e 19 anos de idade.
Insatisfeitas com os novos maridos que passaram grande parte de seu tempo na floresta não construindo novas casas ou plantando jardins, as meninas encenaram o que ficou conhecido como a Rebelião petticoat.”
A historiadora Joan Martin sustenta que há pouca documentação que as meninas casquettes, consideradas entre os antepassados dos crioulos brancos franceses, foram enviadas para a Louisiana. A Dra. Marcia Zug argumenta que, de fato, não havia provas de que estas mulheres existiam como tal.  A ordem ursulina de freiras supostamente acompanhou as meninas casquettes até que elas se casassem, mas a ordem negou isto. Martin sugere que isto foi um mito e que as relações inter-raciais ocorreram desde o início do encontro entre europeus, nativos americanos e africanos. Ela também escreve que algumas famílias crioulas que hoje se identificam como brancos tiveram antepassados durante o período colonial que eram africanos ou multirraciais, e cujos descendentes se casaram com brancos ao longo de gerações

## Impacto cultural

### Ficção
- Elas inspiraram Victor Herbert a escrever Naughty Marietta, que foi transformado em um musical em 1935.
- No filme de 1947, The Foxes of Harrow, Maureen Sullivan está vestida como uma menina casquette Girl durante um baile.
- A francesa, um romance de W. Maureen Miller, é sobre Madeline, uma jovem francesa que é patrocinada por um convento e enviada à Louisiana para se tornar a noiva de um colonizador pioneiro.
- No spin off de Vampire Diaries, "The originals", no episódio 10 da 1ª temporada, as garotas foram mencionadas para se encontrar com "cavalheiros de Nova Orleans" e falavam apenas francês.

### Música
- Os músicos Phaedra Greene, Elsa Greene e Ryan Graveface formaram a banda Casket Girls, com sede em Savannah, Geórgia.[15][16]
- Em 2018, Gregory Hancock Dance Theatre realizou o balé "The Casket Girls" em Carmel, Indiana. Com música composta por Cory Gabel e coreografia de Gregory Hancock. Foi inspirado pelas garotas casquetes originais, contando a origem dos vampiros em Nova Orleans.[17][18]

### Mardi Gras
No Dia de Ano Novo de 2021, um grupo de mulheres em Mobile, Alabama, formou as "Pelican Girls" como uma homenagem às primeiras meninas casquette a chegar na Costa do Golfo em Le Pelican no verão de 1704. As senhoras são uma sociedade mascarada que veste vestidos do século XVIII e distribui bugigangas feitas e personalizadas pelos próprios membros. Sua adesão é limitada a 23 e cada uma adota o nome de uma das 23 meninas originais. Eles atualmente participam do desfile da Sociedade Secreta da Ilha massacre na Ilha Dauphin, Alabama, e da Procissão Joe Cain em Mobile.